# Such a Long Journey
Pour plus de détails, voir Fiche technique et Distribution.
Such a Long Journey est un film britannico-canadien réalisé par Sturla Gunnarsson et sorti en 1998. Le scénario, écrit par Sooni Taraporevala, est tiré du roman du même nom de Rohinton Mistry.

## Fiche technique
- Titre : Such a Long Journey
- Réalisation : Sturla Gunnarsson
- Scénario : Sooni Taraporevala, d'après le roman Such a Long Journey de Rohinton Mistry.
- Photographie : Jan Kiesser
- Montage : Jeff Warren
- Musique : Jonathan Goldsmith
- Producteur : Simon MacCorkindale
- Pays d'origine : Inde
- Langue originale : anglais
- Format : couleur
- Genre : Drame
- Durée : 113 minutes
- Dates de sortie :
  - Canada : 13 septembre 1998 (Festival international du film de Toronto)

## Distribution
- Roshan Seth : Gustad Noble
- Soni Razdan : Dilnavaz Noble
- Om Puri : Ghulam Mohamed
- Naseeruddin Shah : Major Jimmy Bilimoria
- Ranjit Chowdhry : Pavement Artist
- Sam Dastor : Dinshawji
- Kurush Deboo : Tehmul
- Pearl Padamsee : Mrs. Kutpitia
- Vrajesh Hirjee : Sohrab Noble
- Shazneed Damania : Roshan Noble
- Kurush Dastur : Darius Noble
- Noshirwan Jehangir : Inspector Bamji
- Dinyar Contractor : Rabadi
- Souad Faress : Mrs. Rabadi
- Shivani Jha : Jasmine Rabadi
- Mehler Jehangir :
- Aileen Gonsalves : Lewie Coutinho
- Sohrab Ardeshir : Madan - Bank Manager
- Rashid Karapiet :
- Chatru L. Gurnani :
- Madhav Sharma :
- Pratima Kazmi : Prostitute "Hydraulic" Hema
- Sunny Bharti : Prostitute
- Antony Zaki :
- Irrfan Khan : Gustad's dad
- Anahita Oberoi : Gustad's mom
- Rajesh Tandon :
- Meral Durlabhji :
- Meet Nandu :
- Aloo Heerjibehedin :
- Anupam Shyam : Milkman
- Anirudh Agarwal :
- Nina Wadia :
- Shaukat Baig : Waiter
- Viju Khote : Taxi-driver
- Lovleen Bains :
- Nizwar Karanj :
- Zul Vellani :
- Mahabanoo Mody-Kotwal :
- Rakesh Shrivastav :
- Arun Kannan :
- Noshir B. Andhyarujina :
- Renu Setna : Dr. Paymaster